# Huliganism
Huliganism kallas våld från supportergrupper med anknytning till sportevenemang, oftast i ett lands högre divisioner i en lagsport eller vid internationella lagsportevenemang. Den som utövar detta våld och som gör det i en sportklubbs namn, kallas huligan, ett ord som senare använts för att referera till personer som ägnat sig åt våldsamheter även på andra håll. Det är mest förekommande inom fotbollen men även i andra sporter som till exempel bandy och ishockeyn har det ibland förekommit huliganer. 
Bråk på läktarna är främst förknippat med ståplats, men kan även förekomma på sittplats och kan då även omfatta att stolarna slits loss från läktarsektionen och kastas in på planen mot de aktiva eller mot motståndarlagets supportrar. Resor till och från bortamatcher har ibland inneburit att bussen eller tåget supportrarna färdas med vandaliseras och hemmalagens fans vandaliserar ibland de bussar, i vilka bortalagets spelare eller supportrar åker.
Under 1970- och 1980-talet talade man ofta om läktarvåld som synonym eftersom de flesta bråken på den tiden skedde på läktarna men sedan 1990-talet talar man oftast bara om huliganism, eftersom mycket våldsamheter numera ofta sker utanför sportanläggningen, till exempel på närliggande gator och parkeringsplatser.

## Etymologi
Ordets härkomst är oviss. Det kan härröra från Partrick Hooligan, en irländsk gangster som var verksam i London i slutet av 1800-talet. Enligt andra källor hette denne Houlihan eller Hooley och hans gangstergäng Hooley's Gang. Han förekom även i texten till en populär music hall-visa vid sekelskiftet 1900.

## Orsaker bakom huliganism
Oftast är det supportrar till två rivaliserande lag som drabbar samman men ibland riktar sig även våldet mot de aktiva. På vissa håll handlar rivaliteten bara om vem som är bäst inom sport, medan det till exempel inom fotbollen i länder som Argentina, Turkiet, Frankrike, Italien och Skottland även finns starka historiska, politiska, religiösa och sociala motsättningar inblandade. I exempelvis Italien ligger politisk rivalitet bakom huliganism, som mellan vänsterlutande fansen i Livorno och Lazio Roms fascistiska anhängare. En liknande rivalitet finns i Spanien mellan Real Madrid och FC Barcelona som grundar sig i motsättningen mellan Francos Madrid och katalonska Barcelona som opponerade sig mot diktatorn Franco.
Droger som kokain och amfetamin verkar i allt högre utsträckning användas av huliganer och har en aggressivietshöjande effekt. Även Fred Nyberg menar att alkohol och andra droger spelar en viktig roll när det gäller våld i samband med fotbollsmatcher.
En del anser att mediarapporteringen av läktarvåld har förvärrat problemet. I boken "Med uppenbar känsla för stil" menar Stephan Mendel-Enk att huliganism hänger nära ihop med manlighet och föreställningar om manlighet.
Eric Dunn menar att män från lägre sociala klasser tenderar i högre utsträckning att använda sig av våld än män från medelklassen eller överklassen, men han anser samtidigt att social klass bara är en av flera faktorer som samverkar.
Pontus Teiler menar att arbetslöshet, utslagning och isolering är viktiga orsaker bakom huliganism som gör att huliganer söker gemenskap och samhörighet i fotbollsfirmorna. Även andra undersökningar har visat att huliganer till övervägande del kommer från grupper som är socialt marginaliserade, som har lägre utbildning och sämre livschanser. En medlem i firman "Wisemen" (IFK Göteborg) säger att det var gemenskapen som gjorde att han fastnade i våldet.

## Konsekvenser av huliganism
Enligt en SIFO-undersökning från 2005 anger 37% av Sveriges befolkning att de inte går på fotbollsmatcher på grund av rädsla för huliganer vilket betyder förlorade intäkter för klubbarna. En utvärdering från statskontoret visar att läktarvåldet har lett till ökade kostnader för klubbar vilket bland annat beror på att förbundet och polisen har skärpt kraven på säkerhet under matcherna. Många föreningar har reagerat på läktarvåldet med större kameraövervakning; från politikens håll har man skärpt många straff. Dessutom har det införts ett maskeringsförbud på arenorna. Liknande åtgärder har tagits fram i andra länder.

## Huliganismens historia

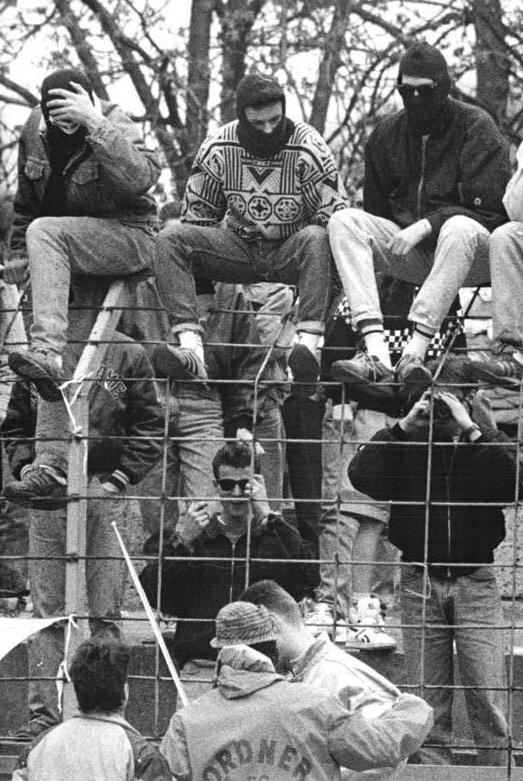
Supportrar till FC Berlin under en bortamatch mot FC Carl Zeiss Jena i april 1990.

Den moderna huliganismen uppstod under 1970-talet men idrottsrelaterat våld har funnits i alla tider. Huliganismen förekom redan i medeltidens England när fotboll definierades som jättelika matcher med hundratals personer involverade där hela byar stred mot varandra. Våldet som förekom under matcherna ledde snabbt till försök att kontrollera spelet, främst på grund av att de våldsamma upploppen var dåliga för affärerna. Det första förbudet mot fotboll lagstadgades 1314 i London. Men trots det fortsatte spelet och på 1600-talet gjordes ytterligare försök till att begränsa fotbollens skadliga effekter, men även detta hade mycket liten effekt. På 1700-talet skedde många upplopp mer och mer under politiska förtecken, exempelvis när en incident i Kettering hade som syfte att komma åt spannmål i en lokal butik. Urbanisering och industrialisering begränsade så småningom fotboll till allt mindre ytor. På 1800-talet blomstrade fotboll i dess våldsamma form främst på Englands skolor där fotbollen dock så småningom tämjades och där de äldre eleverna fick makten att sätta upp reglerna för fotbollsmatcherna. Således fick de yngre eleverna underordna sig de äldre. I början av 1900-talet blev fotboll mer och mer ett arbetarklassnöje.
De första läktarbråken under den nuvarande formen av fotboll förekom 1885 i England efter en match mellan Preston North End och Aston Villa när spelarna i båda lagen attackerades. Likaså var Prestonfans involverade i bråk året därefter, likaså 1905. Första och andra världskriget ledde till en tillfällig paus men en andra våg av huliganism uppkom på 1950- och 1960-talen. Efter 1960 ändrades våldet från mer spontana upplopp till organiserat våld vilket sammanföll med bildandet av de så kallade "firmorna". Liknande problem i andra europeiska länder ledde till säkerhetsåtgärder så som staket och murar. Denna strategi bidrog dock också till katastrofer som på Heyselstadion 1985 när 39 åskådare kom till döds. En liknande tragedi inträffade i Hillsborough 1989 när 96 människor dog när de försökte att undkomma de läktare som var omgivna av staket. I England har läktarbråken minskat sedan 1990-talet till följd av att ståplatser avskaffades, att klubbarna riktar sig mer mot medelklassen och att polisen har inriktat sig mot firmaledarna. Dock har våldet förblivit ganska konstant i andra regioner så som Östeuropa och Sydamerika där det registreras flera dödliga incidenter under läktarbråk varje år.
Just Östeuropa drabbades av svåra huliganincidenter strax efter murens fall vilket återspeglar problemen under övergången från socialism till kapitalism vilket resulterade i social utslagning av vissa grupper. Dessa män från socialt lägre grupper utgjorde kärnan i huligangrupperna.

## Huliganism idag

### Ryssland/Sovjetunionen
I Sovjetunionen gjordes huliganism (хулиганство, khuliganstvo) till en kriminell handling under Sovjetrepublikernas brottsbalk. Ryska SFSR 216:e artikel i brottsbalken definierar huliganism som "allt avsiktligt beteende som stör den allmänna ordningen och som uttrycker explicit respektlöshet mot samhället". Denna artikel användes mot en rad andra företeelse så som lösdriveri, förföljelse och fult språk med mera. Lagen användes också av sovjetiska myndigheter mot politiska dissidenter. Huliganism är fortfarande en del av den ryska lagboken och applicerbar för personer över 16 år (som är den ryska och sovjetiska myndighetsåldern). Huliganism ses som "uppsåtlig huliganism" (злостное хулиганство, zlostnoye khuliganstvo), (simply) huliganism och "trivial huliganism" (мелкое хулиганиство, melkoye khuliganstvo). "Trivial hooliganism" är "aktuell för administrativ process" ("привлекаться к административной ответственности" (liknar svensk civilrätt) och kategoriseras som "административный проступок" (administrativny prostupok, liknar svenskans ordningsförseelse), som är jämbördigt med brott. Det är tänkt att hantera mindre gatustörningar, slagsmål och allmänt ordningsstörande beteende, främst av ungdomar i städerna. "Uppsåtlig huliganism" är huliganism som "med extraordinär cynism, med motstånd mot lagupprätthållare, med användning av vapen eller försök till det, eller som begåtts av en recidivist".

### Iran
I Iran bestraffas huliganism med fängelse eller döden. Enligt SMCCDI (Students Movements Coordination Committee for Democracy in Iran) hängdes fyra Esfahan-bor mellan 8 och 9 april 2002 för deras del i kravaller i oktober 2001, när hundratals unga gick ut på gatorna då Irans landslag förlorat i en kvalmatch till VM i fotboll 2002. De fyra var anklagade för "banditeri", "huliganism" och "aggression" efter att de drabbat samman med polisen samtidigt som de skrek "död åt den islamiska republiken" och rev ner gatudekorationerna som satts upp för att välkomna ayatolla Ali Khamenei, som skulle besöka staden dagen efter. Det största fotbollsderbyt i Iran är matchen mellan Esteghlal FC och Persepolis FC, efter matchen den 29 december 2000, gick missnöjda supportrar ut på stan och brände 250 bussar och förstörde ett otal butiker.

### Kina
I Kina togs lagen mot huliganism bort 1997 och ersattes med "störande av allmän ordning", "causing mass anger", "vandalism", "förstörelse av offentlig eller privat egendom" och andra, alla med fängelse eller döden som lagföljd. 1998 återinfördes lagen om huliganism för att "slå hårt". Speciella lagar för fotbollshuliganism infördes 2005. Enligt denna lag kan polisen gripa en misstänkt och hålla honom kvar i 20 dagar, belägga böter på mellan 2000 och 5000 renminbi och förelägga den misstänkte förbud att beträda fotbollsevenemang i upp till ett år. Om den misstänktes mål prövas i rätten kan han bli avrättad. Uppmärksammade fall: 
- Den 16 oktober 1997 dömdes en person till döden för att ha "styrt upp bråk och skapat problem".
- 5 maj 1998 dömdes en person till döden för "fördärvande, huliganism och förskingring".
- Den 25 november 1998 dömdes en person till döden för brottet "huliganism".
- År 2000 avrättades en person för brottet "huliganism och våldtäkt".

### England
I England har huliganismen gått tillbaka, men problemen finns kvar. Säsongen 2015/16 anhölls ca 1 900 personer för fotbollsrelaterade bråk, ungefär lika många som säsongen 2014/15. Totalt är har drygt 2 000 personer fått tillträdesförbud till arenorna, säsongen 2015/16 utlystes ca 550 nya tillträdesförbud. Bland klubbarna med flest förbud finns Newcastle United (124), Birmingham City (74), Chelsea (60), Liverpool (49) och Manchester United (38). Manchester City och Arsenal toppade Premier Laegue 15/16 när det gäller antal anhållanden (66 respektive 60).
Bland de farligaste firmorna i England återfinns Millwall Bushwackers (Millwall FC), Birmingham Zulus (Birmingham City), Aston Villa Hardcore (Aston Villa FC), West Ham Inter City Firm (West Ham United), Portsmouth 6:57 (Pourtsmouth FC), Red Army (Manchester United) och Chelsea Headhunters (Chelsea FC). Andra beryktade firmor är E.I.E Herd (Arsenal FC), Suicide Squad (Burnley FC), County Road Cutters (Everton FC), Leeds Service Crew (Leeds United AFC), The Urchins (Liverpool FC), Guvnors (Manchester City), Blades Business Crew (Sheffield United) och Yid Army (Tottenham Hotspur).

### Sverige
I Sverige finns huliganismen främst inom fotbollen på herrsidan. Flest "högrisksupporter" finns bland Hammarby IF (122), AIK (119), IFK Göteborg (105), Malmö FF (76) och Djurgården (64). Särskilt under så kallade derbymatcher förekommer läktarbråk. Det första läktarbråket ägde rum 1913 under en match mellan Örgryte IS och IFK Göteborg. 1919 slogs en domare medvetslös i Sandviken som ledde till den första fotbollsrelaterade domen i Sverige. På 1920-talet berättar polisrapporter om bråk mellan anhängare till Djurgårdens IF och AIK som träffades bakom Stockholms stadion för att "göra upp" efter matchen. Den första organiserade firman anses vara Hammarbys Sätraligan (1979-1985). Gruppen revolutionerade svenskt fotbollsvåld, dessutom modet då gruppen introducerade Casual-stilen. Enligt en artikel från 2015 drabbas firmorna i Stockholm mer och mer av kriminella som söker till dem. De mest etablerade firmorna i Sverige är:
- Kompisgänget Bajen, KGB, Brödraförbandet, BFB, Hammarby IF.
- Firman Boys, FB, AIK. Med undergruppen AIK Youth Squad.
- Djurgårdens Fina Grabbar, DFG med undergruppen Djurgården Yngsta och Natural Selection Stockholm . Djurgårdens IF
- Wisemen, WM, IFK Göteborg. Med undergrupperna Gothenburg Youth Firm.
- GAIS, Skogspatrullen.
- Frontline, FL, Helsingborgs IF. Med undergruppen Helsingborg Yngre.

Enligt Polisen har det skett en radikalisering av supportrarna de senaste åren. 2023 utfärdades totalt 224 tillträdesförbud till allsvenska arenor. Flest avstängningar har supportrarna till Malmö FF, AIK och Hammarby. Det har även förekommit att huliganer angriper personer som är anställda på den klubben man stöttar som t.ex. när Örgrytes huligangruppering Red Fans Klan attackerade klubbhuset efter en dålig inledning av Allsvenskan 2009. Dagen efter blev även tränaren till Örgryte IS Janne Carlssons familj hotade i sitt hem. Även lilla bruksorten Degerfors drabbades då supportrar monterade bort tränarens bromsar efter inledningen på superettan 2007.
Inom ishockey är Linköpings HC ledande med sex högrisksupportrar. Uppmärksammade incidenter har förekommit under matcher mellan LHC och HV71 ("E4-derbymatcher"). Men även matcherna mellan LHC och Djurgården har varit föremål för bråk. Bland storstadslagen det har förekommit sammandrabbningar mellan AIK:s och Djurgårdens fans som i derbyt december 2010 när både ordningsvakter kom till skada och barnfamiljer tvingades fly. Även matcherna mellan  Luleå HF och Skellefteå AIK har överskuggats av våld som i januari och februari 2007 när fansen av båda lagen sammandrabbade. Men även vänskapsmatcher har varit föremål för bråk som när Skellefteå spelade mot Modo i Piteå sensommaren 2017. Huliganismen har även i början av 2000-talet gått från att mest finnas i storstäderna till att nu även finnas på mindre orter som Karlstad, Linköping, Örebro och Söderhamn.
Även bandy har på senare år drabbats av våld som 2005 när supportrar mellan Västerås och Bollnäs sammandrabbde 2005. För det mesta är det Broberg/Söderhamn, Västerås, Hammarby, Örebro och Boltic som är de lag som har aktiva firmor.

## Polisbevakning
Man talar om "högriskmatch" då risken för bråk är stor. Så kallade derbymatcher mellan storstadslag i högre divisioner är särskilt drabbade på grund av att det ofta råder stark rivalitet mellan de två lagen. Polisen brukar då skicka extra mycket personal. Vid "lågriskmatch" anses det bli lugnare, och polisresurserna mindre. Det har diskuterats om polisinsatserna i samband med sport skall betalas med skattepengar eller om sportklubbarna själva skall få betala. Klubbarna själva avfärdar ofta ansvaret för bråk som sker utanför själva sportanläggningen..
Ett motargument som ofta framförs av huliganerna själva är att det egentligen är onödigt att lägga så mycket resurser på att förhindra deras bråk, eftersom det i stort sett aldrig händer att icke inblandade människor kommer till skada.

## Casuals
Casual är en brittisk subkultur inom fotboll och som växte fram på fotbollsläktare i Liverpool i slutet av 1970-talet. Casual förknippas framför allt med ett fanatiskt intresse för kläder och våldsamheter i samband med fotbollsmatcher. De huliganfirmor som sedan det tidiga 1980-talet vuxit fram i Storbritannien och övriga Europa har inte sällan bestått av företrädare för casual-kulturen.

## Filmer
- Green Street
- Cass
- Football Factory
- Rise of the Footsoldier
- Awaydays
- I.D
- Hata Göteborg